# Fluch & Segen
Fluch & Segen ist das fünfte Studioalbum von Unantastbar, der Punkrock-Band aus der italienischen Provinz Südtirol. Es erschien am 30. Mai 2014 über das deutsch-italienische Musiklabel Rookies & Kings.

## Musikstil und Inhalt
Das Album ist den Genres Deutschrock und Punkrock zuzuordnen. Neben schnellen und rockigen Songs, wie Aus Dem Nebel oder Auf Dich, Auf Mich, sind auch Balladen (z. B. Für Immer Mein) enthalten.

## Covergestaltung
Das Albumcover ist größtenteils in Schwarz-Weiß gehalten. Im oberen Teil befindet sich der typische Unantastbar-Schriftzug in Weiß. In der Mitte befindet sich ein Totenschädel mit einer Dornenkrone, welche durch ihr Gelb heraussticht. Links und rechts davon sind weiße Masken. Im unteren Teil befindet sich der Albumtitel in Großbuchstaben Fluch & Segen.

## Titelliste
| #  | Titel                            | Länge |
| -- | -------------------------------- | ----- |
| 1  | Aus Dem Nebel                    | 3:15  |
| 2  | Auf Dich, Auf Mich               | 3:47  |
| 3  | Für Immer Mein                   | 4:16  |
| 4  | Ich Habe Gelebt                  | 4:30  |
| 5  | Gegen Den Strom                  | 3:15  |
| 6  | Dein Stein                       | 3:17  |
| 7  | Lauf!                            | 3:31  |
| 8  | Kein Ende In Sicht               | 3:38  |
| 9  | Bomben Vom Himmel                | 3:35  |
| 10 | Wir Bleiben Stehn                | 3:35  |
| 11 | Für Immer Mein (Ballade)         | 5:25  |
| 12 | Verlieren Oder Regieren          | 3:38  |
| 13 | Dein Leben!                      | 3:56  |
| 14 | Kämpft Mit Uns (Special Version) | 3:32  |

## Kritik
| Professionelle Bewertungen | Professionelle Bewertungen |
| -------------------------- | -------------------------- |
| Kritiken                   |                            |
| Quelle                     | Bewertung                  |
| metalnews.de               | [ 3 ]                      |
| dasrockt-magazin.de        | [ 4 ]                      |
| stormbringer.at            | [ 5 ]                      |

- Die Seite metalnews.de gab dem Album dreieinhalb von möglichen sieben Punkten und kritisierte die Durchschnittlichkeit des Albums:

„Musikalisch bieten Unantastbar typischen Deutschrock ohne Überraschungen und liefern uns auf ihrer neuen Platte „Fluch und Segen“ nach vorne treibende Punksongs, Balladen sowie rockige Nummern. […] Schwachpunkt der Band stellt für mich dabei Sänger Joggl dar, welcher dank moderner Autotune Technik […] auf die Tonhöhe geschnitten wurde. […] Textlich wird ebenso auf Altbewährtes zurückgegriffen und somit dreht sich alles um Liebe, Tattoos, Freundschaften, Krieg oder auch das Versagen von den Köpfen da ganz oben. Eine konkrete Auseinandersetzung mit den genannten Themen bleibt allerdings aus und was übrig bleibt sind schwammige Texte, die die Musik begleiten. […] Produktionstechnisch kann man aus dem Hause Rookies & Kings immer mit das Beste erwarten was der Markt, gerade im Punkrock, hergibt. Unantastbar stellen dabei keine Ausnahme dar. Die Band versteht zudem ihr Handwerk und schafft somit sauber arrangierte und auch ohrwurmtaugliche Nummern. Diese werden aber durch oben genannte Schwachpunkte im Gesangsbereich (Für die Balladen) sowie im Textbereich (Insgesamt) geschmälert.“